# Kaytee Boyd
Kaytee Boyd (Hamilton, 8 de febrer de 1978) és una ciclista neozelandesa, que ha combinat la carretera amb el ciclisme en pista, encara que ha estat en aquesta última modalitat on ha obtingut els majors èxits.

## Palmarès en pista
- 2009
  - Campiona d'Oceania en Persecució per equips (amb Lauren Ellis i Rushlee Buchanan)

### Resultats a laCopa del Món
- 2008-2009
  - 1a a Pequín, en Persecució per equips
- 2009-2010
  - 1a a Melbourne, en Persecució per equips
- 2010-2011
  - 1a a Pequín, en Persecució per equips

## Palmarès en ruta
- 2010
  -  Campiona de Nova Zelanda en Critèrium